# 姶良・伊佐地域振興局
| 姶良・伊佐地域振興局管内のデータ |                                                |
| 面積                             | 1371.7 km2 （全県比：14.9%） （2010年10月1日） |
| 国勢調査                         | 243,195 人 （全県比：14.3%） （2010年10月1日） |
| 推計人口                         | 228,257 人 （全県比：14.9%） （2025年2月1日）  |

| 鹿児島地域 南薩地域 北薩地域 | 姶良・伊佐地域 大隅地域 熊毛地域 |

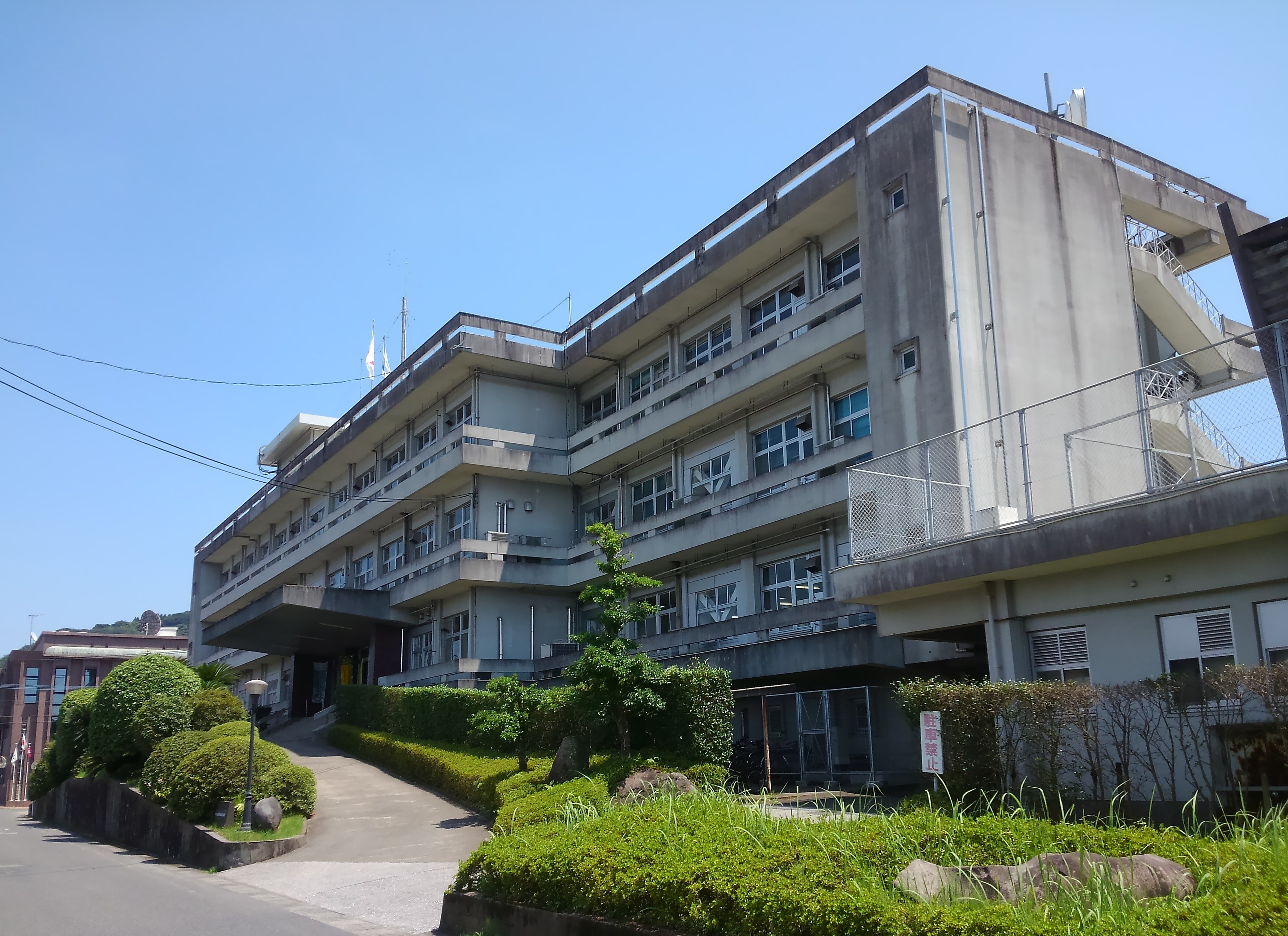
姶良・伊佐地域振興局本庁舎

鹿児島県 地域区分図 (※屋久島以北)
鹿児島地域
南薩地域
北薩地域
姶良・伊佐地域
大隅地域
熊毛地域
（濃色が市部、淡色が郡部）

姶良・伊佐地域振興局（あいら・いさちいきしんこうきょく）は、鹿児島県姶良市にある県の出先機関（支庁）である。2007年4月1日の出先機関改編により設置された。
管轄地域は、姶良市、霧島市、伊佐市の3市と、湧水町の1町。
なお、「姶良伊佐地域振興局」ではなく、「姶良・伊佐地域振興局」が正しい名称である（平成18年鹿児島県条例第75号「地域振興局及び支庁設置条例」）。
名称は、管轄地域の姶良郡（湧水町と現在の姶良市及び霧島市）と旧伊佐郡（現在の伊佐市）に由来する。

## 所在地
- 姶良・伊佐地域振興局本庁舎 - 〒899-5212姶良市加治木町諏訪町12
  - 総務企画部・農林水産部・建設部
  - 姶良・伊佐教育事務所
- 姶良・伊佐地域振興局霧島庁舎 - 〒899-5112霧島市隼人町松永3320-16
  - 保健福祉環境部
- 姶良・伊佐地域振興局伊佐庁舎 - 〒895-2511伊佐市大口里53-1
  - 保健福祉環境部大口支所・農林水産部農政普及課伊佐市駐在、林務水産課伊佐市駐在・建設部土木建築課伊佐市駐在
- 姶良・伊佐地域振興局湧水庁舎 - 〒899-6207湧水町米永478-2
  - 建設部土木建築課湧水町駐在

## 組織
- 局長
  - 次長
  - 総務企画部
    - 総務企画課
    - 県税課

  - 保健福祉環境部（姶良保健所）
    - 健康企画課
    - 衛生・環境課
    - 地域保健福祉課
    - 大口支所（大口保健所）

  - 農林水産部
    - 農林水産総務課
    - 農政普及課
      - 伊佐市駐在

    - 農村整備課
    - 林務水産課
      - 伊佐市駐在

  - 建設部
    - 建設総務課
    - 土木建築課
      - 伊佐市駐在
      - 湧水町駐在

    - 河川港湾課
- 県教育庁関係
  - 姶良・伊佐教育事務所
    - 総務課
    - 指導課

## 他の振興局・支庁
- 鹿児島地域振興局
- 北薩地域振興局
- 南薩地域振興局
- 大隅地域振興局
- 熊毛支庁
- 大島支庁